# Ostercappeln
Ostercappeln er en kommune med godt 9.400 indbyggere (2013), beliggende centralt i den centrale del af Landkreis Osnabrück, i den tyske delstat Niedersachsen.

## Geografi
Ostercappeln ligger i Natur- og Geopark TERRA.vita ved overgangen mellem nordskråningerne af Wiehengebirge i den sydlige del af kommunen til de store moseflader mod nord i kommunen. Mittellandkanal krydser den nordlige del af kommunen ved landsbyerne Venne og Schwagstorf.

### Nabokommuner
Ostercappeln grænser mod øst til Bohmte og Bad Essen, mod syd til Bissendorf, mod vest til Belm og Bramsche og mod nord til Neuenkirchen-Vörden i Landkreis Vechta.

### Inddeling
I byen ligger landsbyerne:
- Ostercappeln (ca. 5.000 indbyggere) – administrationsby
- Schwagstorf (ca. 2.000 indb.)
- Venne (ca. 3.000 indb.)